# Samuel Webbe
Samuel Webbe (Mahón, 7 ottobre 1740 – Londra, 25 maggio 1816) è stato un compositore e organista inglese.

## Biografia
Nato a Minorca nel 1740, Webbe passò l'infanzia a Londra, infatti il padre morì quando Samuel era un neonato e la madre fece ritorno a Londra, dove poté crescere Samuel, nonostante una situazione economica disagiata. All'età di 11 Samuel iniziò il suo apprendistato da un mobiliere e la madre morì durante il suo primo anno di apprendistato.
Webbe fu un autodidatta. Scoprì il suo talento musicale quando gli chiesero di riparare la cassa di un clavicembalo. Durante la riparazione, imparò da solo a suonare lo strumento. Verso la fine del suo intervento, fu udito accidentalmente suonare e finì per studiare musica sotto la guida di Carl Barbandt.
Nel 1763 sposò Anne Plumb, da cui ebbe otto figli, fra cui il primogenito Samuel Webbe il giovane (1768–1843), anch'egli compositore.
Di religione cattolica, nel 1776 Webbe succedette a George Paxton nell'incarico di organista della cappella dell'ambasciata sarda, restò in carica fino al 1795: fu anche organista e maestro del coro della cappella dell'ambasciata portoghese a Lincoln's Inn Fields, l'unico posto a Londra in cui si poteva celebrare pubblicamente la Messa cattolica.
Webbe fu sepolto presso la chiesa di Old St. Pancras a Londra. La sua lapide sepolcrale originariamente aveva la forma di un obelisco di granito rosso, ma ne è rimasta soltanto la base.

## Opere
Nel 1766, Webbe ricevette una medaglia dal Catch Club per la sua "O that I had wings". In totale fu premiato con ventisette medaglie per i suoi canoni, catch e glee, fra cui "Discord, dire sister", "Glory be to the Father", "Swiftly from the mountain's brow" e "To thee all angels". Altri glee come "When winds breathe soft", "Thy voice, O Harmony" e "Would you know my Celia's charms" divennero ancora più noti. Webbe fu uno dei primi organisti della chiesa di San Giorgio a Liverpool.
Webbe pubblicò nove libri di glee fra il 1764 e il 1798 e alcune canzoni. Sono queste canzoni ad avergli dato una fama presso i posteri, sebbene la sua musica da chiesa riscuotesse significativi successi. scrises un'opera, The Speechless Wife, che ebbe la sua prima rappresentazione a Covent Garden il 22 maggio 1794.
Il suo trattato An Essay on the Church Plain Chant (1782) fu seguito da Collection of Motetts (1792) e da A Collection of Masses for Small Choirs (1795), entrambe le raccolte musicali furono in uso nelle chiese cattoliche della Gran Bretagna e anche altrove per tutto il XIX secolo. Hanno un'importanza storica per il revival della musica liturgica cattolica in Inghilterra. Alcuni dei suoi mottetti e dei suoi inni sono cantati ancora oggi nelle chiese cattoliche e anglicane: l'English Hymnal anglicano comprendeva otto pezzi di Webbe, e l'innario Liturgical Hymns Old and New (1999), ampiamente diffuso nelle chiese cattoliche inglesi comprende anch'esso otto composizioni di Webbe, fra cui un "O salutaris Hostia" e un "Tantum ergo" per la benedizione eucaristica. Il suo inno "Melcombe", spesso cantato sul testo di John Keble, New Every Morning is the Love si può ascoltare frequentemente nelle chiese cattoliche e in quelle anglicane. Il suo "Veni Sancte Spiritus" è una delle composizioni più diffuse per questa sequenza cattolica, se si eccettua la composizione gregoriana medievale.